# 파 케레르테
《파 케레르테》(스페인어: Pa' quererte)은 콜롬비아의 텔레노벨라이다. 2020년 1월 27일 RCN 텔레비시온에서 처음 방송되었다.